# Harold Wilson
Pour les articles homonymes, voir Harold Wilson (homonymie) et Wilson.
James Harold Wilson, dit Harold Wilson, Baron Wilson de Rievaulx, né le 11 mars 1916 à Huddersfield (Yorkshire) et mort le 24 mai 1995 à Londres, est un homme d'État britannique, membre du Parti travailliste et Premier ministre à deux reprises entre 1964 et 1970 puis entre 1974 et 1976.
Diplômé du prestigieux Jesus College, l'une des écoles hébergées par l'université d'Oxford, il devient membre du Parlement après les élections générales de juillet 1945 sous l'étiquette du Parti travailliste. En septembre 1947, en devenant président de la Commission du Commerce (en), il devient le plus jeune ministre membre du cabinet depuis William Pitt le Jeune en 1782,. Devenu l'une des principales figures du Parti travailliste à la suite du retrait de Clement Attlee en 1955, il devient chef du parti en février 1963 et par la même occasion le chef de l'opposition officielle. À la suite de la victoire de son parti lors des élections générales de 1964, il fut nommé Premier ministre par Élisabeth II, devenant le plus jeune à accéder cette fonction depuis Archibald Primrose en 1894.
Son premier passage au 10 Downing Street fut marqué par un certain nombre de mesures sociales importantes. L'homosexualité fut en partie dépénalisée en 1967 (en Angleterre et au Pays de Galles), tout comme l'avortement qui fut légalisé en 1968 tandis que le divorce fut élargi en 1969, la majorité civile étant quant à elle abaissée de 21 ans à 18 ans en 1970. La peine de mort fut quant à elle abolie, pour les crimes commis en temps de paix, en 1969. Sur le plan économique, un impôt sur les plus-values fut institué en 1965 pour tenter de résorber le déficit budgétaire qui ne cessait de se creuser depuis la fin des années 1940. Sur le plan intérieur, le conflit nord-irlandais commença sous son gouvernement. Sur le plan international, il se heurta au veto du général de Gaulle concernant l'adhésion du Royaume-Uni à la Communauté économique européenne et fut un allié de Lyndon B. Johnson dans la guerre du Vietnam, nouant ce que les historiens et journalistes appellent une « relation spéciale » avec les États-Unis. Son gouvernement ne put rien pour empêcher la déclaration unilatérale d'indépendance de la Rhodésie en 1965. La défaite surprise du Parti travailliste aux élections générales de 1970 entraîna son départ du 10 Downing Street. Il redevint le chef de l'opposition officielle, tandis que le pays connaissait deux crises majeures : le Bloody Sunday puis les grèves des mineurs de 1972 et 1974. Bénéficiant de circonstances favorables à la suite de l'élection d'un Parlement minoritaire en février 1974, il convoqua des élections anticipées en octobre 1974, ne pouvant gouverner sans majorité à la Chambre des communes. 
Son second passage au 10 Downing Street fut marqué par une récession, consécutive à la guerre du Kippour. Le premier choc pétrolier qui en suivit, ainsi que la grève des mineurs déclenchée en février 1974, eurent des conséquences importantes pour l'économie britannique, notamment avec la crise obligataire de 1974, tandis que l'inflation connut des niveaux exorbitants. À peine deux ans après l'adhésion du Royaume-Uni à la Communauté économique européenne, il organisa un référendum sur la question, où le « oui » l'emporta. Il démissionna, à la surprise générale, le 5 avril 1976. Il fut élevé à la pairie et intégra la Chambre des lords après son départ de la Chambre des communes en 1983.

## Situation personnelle

### Enfance et formation
Harold Wilson est né le 11 mars 1916 à Huddersfield dans le Yorkshire,. Sa famille est très impliquée en politique. Son père, James Herbert (1882-1971), travaille comme ouvrier dans l'industrie chimique pour l'Imperial Chemical Industries,. Il est adhérent du Parti libéral et est impliqué dans l'une des campagnes de Winston Churchill lors d'une élection partielle en 1908. Il rejoint le Parti travailliste après la Première Guerre mondiale. Sa mère, Ethel Wilson (née Seddon, 1882-1957), est institutrice. Elle abandonne son métier après le mariage, célébré le 14 mars 1906 à Manchester. Son oncle, Harold Seddon (en), s'installe en 1901 dans l'État d'Australie-Occidentale après l'indépendance de l'Australie, devenant une figure politique locale. À l'âge de huit ans, il visite la British Empire Exhibition et la résidence officielle du Premier ministre, le 10 Downing Street, avec son père,.
Il se rend chez son oncle en 1910 avec sa famille. Durant le séjour, Wilson est frappé par le faste et la qualité de la politique locale. Lors du retour des Wilson au Royaume-Uni, Harold déclare à sa mère « Je vais être Premier ministre ». Régulièrement, son père l'emmène assister aux conférences annuelles du Parti travailliste.
Il intègre la Royds Hall Academy (en), une grammar school réputée, en 1930 à l'âge de quatorze ans, puis la Wirral Grammar School for Boys (en) deux ans plus tard au sein de laquelle il aura des responsabilités importantes. Sa famille fut contrainte de déménager en décembre 1930 après que son père fut licencié, conséquence de la Grande Dépression. Ils déménagèrent à Spital dans le Cheshire puis dans la péninsule de Wirral, son père ayant retrouvé un emploi en tant qu'ingénieur en chef. 
En 1934, il obtient une bourse pour intégrer le Jesus College, l'une des écoles hébergées sur le site de l'université d'Oxford. Lors de sa première année, il étudie l'histoire moderne avant de basculer dans le cours interdisciplinaire de philosophie, politique et économie,. Il avait réussi son changement de cursus universitaire après avoir passé avec succès un examen en allemand. Il remporte plusieurs concours d'écriture qui lui permettent d'assurer son indépendance financière jusqu'à la fin de son cursus universitaire, ainsi que le prestigieux Prix Gladstone (en),. Son professeur de sciences politiques R. B. McCallum (en) le considère comme le plus brillant étudiant qu'il ait eu durant sa carrière. Il rencontre Denis Healey et Richard Crossman, deux futurs ministres travaillistes, durant sa période universitaire. C'est d'ailleurs durant cette période qu'il se rapproche du Parti travailliste, mais sans pour autant le rejoindre. Il adhère au Oxford University Liberal Club (en), jugeant que le Oxford University Labour Club (en) est tenu par des marxistes,,. C'est en partie grâce à l'influence de G. D. H. Cole, un écrivain, économiste libertarien et maître de conférence à l'University College, que Wilson rejoignit les rangs travaillistes,,.
En 1937, il devient professeur des universités à Oxford pour le New College en histoire économique et chercheur associé de l'University College. C'est durant cette période qu'il est remarqué par William Beveridge, ancien directeur de la London School of Economics et nouveau professeur des universités à l'University College, qui le choisira pour en faire l'un de ses assistants pour ses recherches,,,. La perte d'emploi de son père le contraint à quitter l'enseignement. 

### Mariage
Le 1er janvier 1940, il épouse Mary, qu'il avait rencontrée en 1935 au cours d'une partie de tennis,,. Mary Wilson fut une poétesse reconnue. Ils ont deux enfants :
- Robin Wilson, universitaire et mathématicien
- Giles Wilson, professeur et conducteur de trains[9].

Dans leur vingtaine, ses fils sont menacés d'enlèvement par l'Armée républicaine irlandaise (IRA).

### Au service du gouvernement pendant la Seconde Guerre mondiale
Lorsque la Seconde Guerre mondiale éclate le 3 septembre 1939, Harold Wilson cherche à s'engager. Cependant, au vu de son parcours universitaire, le gouvernement le réquisitionne pour s'assurer ses services. Dans un premier temps, il est affecté au contrôle et au rationnement du pays en pommes de terre. Il suit Beveridge lorsque celui-ci intégra le cabinet de guerre de Churchill en décembre 1940. En août 1941, il est affecté au département des mines de la Commission du Commerce,,. Il fut nommé directeur de l'analyse économique et des statistiques au ministère de l'Énergie en décembre 1942, puis intégra la Royal Statistical Society en 1943,. De par ses fonctions durant la guerre, il avait des entretiens réguliers avec les membres du cabinet.
À partir de janvier 1944, Harold Wilson se rapprocha de la politique. Engagé au Parti travailliste, il cherchait un siège pour concourir aux prochaines élections générales. Il jeta son dévolu sur la circonscription de Ormskirk (en), proche de Liverpool,,.
En janvier 1945, il fut nommé officier de l'ordre de l'Empire britannique en récompense de ses services rendus,.

## Parcours politique

### Entrée à la Chambre des communes (1945-1947)
Le 5 juillet 1945, il est élu député lors du raz-de-marée électoral du Parti travailliste qui remporta pour la première fois la majorité absolue des sièges à la Chambre des communes, lui-même battant son adversaire conservateur. Il fut presque aussitôt désigné comme secrétaire parlementaire par Clement Attlee.

### Ministre de Clement Attlee (1947-1951)
En juillet 1947, il est nommé secrétaire au Commerce extérieur, faisant de lui le plus jeune ministre de l'histoire du Royaume-Uni, à même pas 31 ans. Lors d'un remaniement du gouvernement en septembre, il est nommé président de la Commission du Commerce (en), devenant par la même occasion le plus jeune ministre membre du cabinet depuis William Pitt le Jeune en 1782,,. En tant que président de la Commission du Commerce, c'est lui qui décide de réduire le rationnement. Il négocie des contrats d'approvisionnement avec l'Union soviétique.
En septembre 1949, la livre sterling est dévaluée de 30,5 %. La situation déficitaire de la balance commerciale joua un grand rôle dans cette décision. Or, le chancelier de l'Échiquier Stafford Cripps ne se trouvait pas en Grande-Bretagne à ce moment-là, étant en cure en Suisse. Durant la période, Wilson fait partie, avec Douglas Jay (secrétaire économique du Trésor) et Hugh Gaitskell (ministre des Carburants et de l'Électricité), du trio chargé de conseiller Clement Attlee sur les questions économiques. Mais rapidement, le président de la Commission du Commerce s'attire la méfiance de ses collègues. C'est le rôle joué par Wilson dans la dévaluation qui est le plus controversé, notamment du point de vue de Douglas Jay, qui écrivit que Wilson a « changé de camp trois fois en huit jours et qu'il a fini opposé aux deux ». C'est d'ailleurs Wilson qui se rendit en Suisse pour annoncer à Cripps la décision de dévaluer, alors même que celui-ci était contre. Lorsque Cripps démissionna pour raisons de santé, Gaitskell fut préféré à Wilson pour le poste de chancelier, le rôle trouble joué par Wilson dans la dévaluation jouant en sa défaveur.
Harold Wilson fait partie de l'aile gauche du Parti Travailliste. En 1951, il démissionne du gouvernement avec Aneurin Bevan et John Freeman pour protester contre l'introduction de frais médicaux au sein du National Health Service afin de répondre aux exigences financières imposées par la guerre de Corée,,,,,. Wilson n'était pas encore une personnalité de premier plan et était considéré par l'ancien chancelier de l'Échiquier Hugh Dalton comme le « chien d'Aneurin Bevan ».
Sa circonscription étant redécoupée pour les élections générales de 1950, Wilson se présenta à Huyton, une autre ville ouvrière proche de Liverpool. Il occupa le siège jusqu'aux élections générales de 1983.

### Dans l'opposition (1951-1963)
Il fut assez proche de l'aile gauche du Parti travailliste lors du retour dans l'opposition, notamment d'Aneurin Bevan,. Cependant, il révèle bien plus tard que son soutien à Bevan était avant tout opportuniste. Bevan lui-même avait des doutes sur le soutien que Wilson lui accordait, et ne fut guère surpris lorsque Wilson se proposa pour le remplacer au sein du cabinet fantôme en 1954 quand il démissionna pour protester contre l'adhésion du Royaume-Uni à l'organisation du traité de l'Asie du Sud-Est,,. En 1952, il est élu au comité exécutif national du parti au détriment de Hugh Dalton et d'Herbert Morrison, ancien Vice-Premier ministre,.
Malgré son inimitié avec Hugh Gaitskell, Wilson le soutien lorsque celui-ci se porte candidat pour remplacer Clement Attlee à la tête du parti en décembre 1955. Il devint chancelier de l'Échiquier au sein du cabinet fantôme, où il fut un relais actif pour lutter contre les projets des gouvernements conservateurs,,. Il invente le terme « gnomes de Zurich » pour ridiculiser les banquiers suisses qui ont poussé le Royaume-Uni à découvert et spéculé à la baisse sur le cours de la livre sterling. Il mène une enquête sur l'organisation du parti travailliste à la suite de la défaite aux élections générales de 1955. Celle-ci compare l'organisation du parti à un vieux grand-bi et formule diverses propositions pour l'améliorer. Après l'échec des élections générales de 1959, plusieurs personnalités dont Wilson contestent l'autorité de Gaitskell, qui est reconduit dans ses fonctions lors d'une consultation interne en 1960 où Wilson remporta 81 voix,. Deux ans plus tard, il échoue à devenir le chef adjoint du parti, battu par George Brown qui avait reçu le soutien des partisans de Bevan. Wilson ne prend pas clairement position lorsque Gaitskell tente de supprimer la Clause IV (en) du programme du parti.

### Chef de l'opposition (1963-1964)

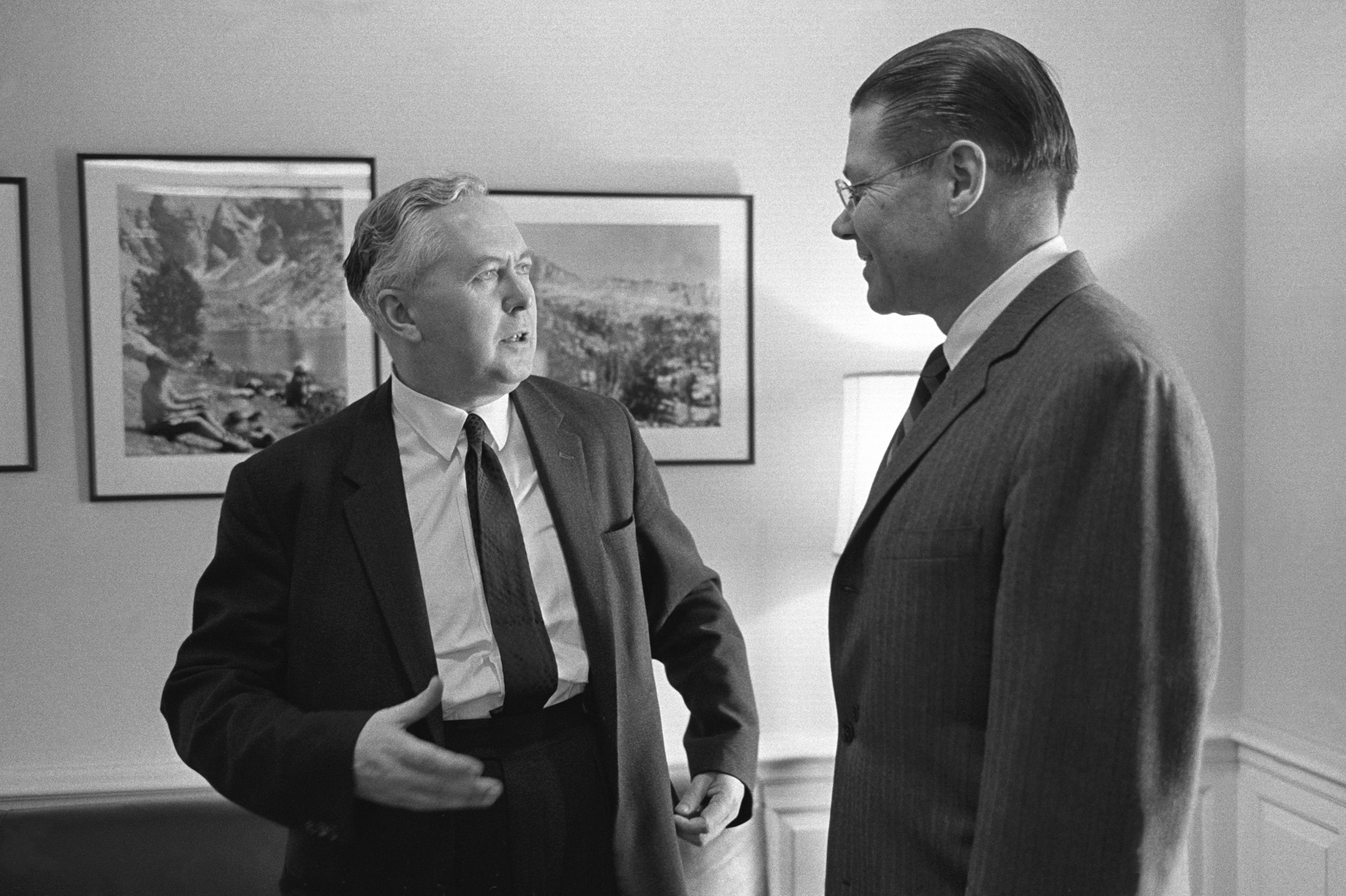
Harold Wilson et Robert McNamara au Pentagone, le 2 mars 1964.

Hugh Gaitskell meurt subitement en janvier 1963 peu après être revenu d'un voyage en Union soviétique, mais il avait connu des complications de santé qui s'étaient déjà manifestées avant le voyage, alors que le parti commençait à s'unir et semblait en bonne voie pour remporter les prochaines élections générales, le gouvernement étant alors en difficulté. Harold Wilson devient le candidat de l'aile gauche du parti pour remplacer Gaitskell à la tête du parti et s'impose face à George Brown et James Callaghan comme nouveau chef de l'opposition. Il s'impose au second tour, par 144 voix contre 103 à Brown. Comme chef de l'opposition, il effectue plusieurs voyages aux États-Unis et en Union soviétique, rencontrant John Fitzgerald Kennedy et Nikita Khrouchtchev.
À la conférence annuelle du parti en 1963, il prononce un discours célèbre sur les implications du changement scientifique et technologique, exprimant son souhait d'adapter le Royaume-Uni face à la concurrence américaine et soviétique,,. Ce discours a d'ailleurs beaucoup contribué chez ses détracteurs à lui attribuer cette image de technocrate voulant dépasser la lutte des classes.
En mars 1964, il rencontre les Beatles au Dorchester Hotel à Londres, ce qui renforce sa popularité auprès de l'opinion publique britannique. L'affaire Profumo perturbe la campagne du Parti conservateur, fragilisé depuis la démission de Macmillan en octobre 1963, son successeur Alec Douglas-Home souffrant d'être considéré comme un aristocrate déconnecté des réalités de par sa présence à la Chambre des lords. Il était d'ailleurs le premier Premier ministre issu de la chambre haute depuis Robert Arthur Talbot Gascoyne-Cecil en 1902.

### Premier mandat de Premier ministre (1964-1970)
Harold Wilson fut nommé Premier ministre par Élisabeth II à la suite de la victoire aux élections générales d'octobre. Le Parti travailliste revenait au pouvoir pour la première fois depuis octobre 1951, mais il avait été traversé par de nombreuses querelles en interne dans l'opposition,,. 
Disposant d'une majorité absolue fragile de 5 sièges seulement (317 sur 630 à la Chambre des communes),,,,, le gouvernement disposait de capacités limitées pour conduire sa politique, et au sein de sa propre majorité, l'aile gauche du Parti travailliste étant assez radicale sur certaines questions, notamment sur l'économie, la défense et la politique étrangère,,,. Harold Wilson refusa l'offre de soutien tactique des libéraux. Neuf membres de son gouvernement sont diplômés d'une école hébergée sur le campus d'Oxford comme lui.
Certains dans son gouvernement sont ouvertement républicains, ce qui compliqua ses rapports avec Élisabeth II dans un premier temps. D'ailleurs, lors de sa première audience avec la reine, il se rendit au palais de Buckingham accompagné de son épouse Mary, de ses enfants et de son père et sans porter de jaquette.

#### Politique intérieure

##### Économie

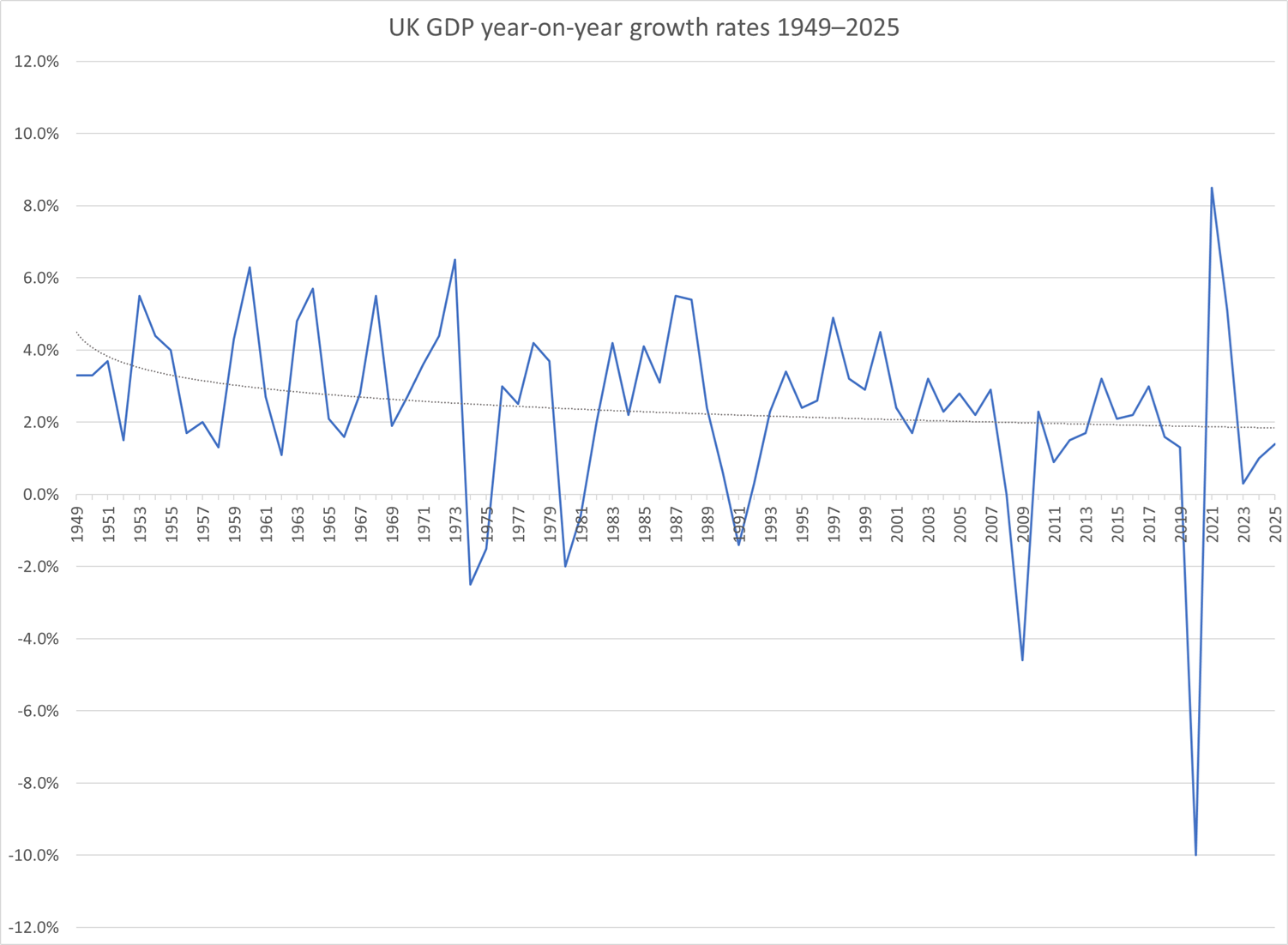
Taux de croissance du produit intérieur brut (PIB) du Royaume-Uni de 1949 à 2018.

Dès l'arrivée des travaillistes au pouvoir, la livre sterling se trouve dans une situation difficile,. Depuis la récession de 1958 et la crise de liquidité qui suivit, l'économie britannique avait immédiatement pâti du fait de la situation de la monnaie nationale. Malgré la situation, Harold Wilson et James Callaghan, alors chancelier de l'Échiquier, se refusèrent à dévaluer la livre. Pour eux, craignant de recourir à cette arme monétaire, la dévaluation est le principal symptôme d'une mauvaise gestion, avec le spectre des épisodes de 1931 et de 1949,. Or, à peine un mois après l'entrée en fonctions du gouvernement, la crise économique atteignait son paroxysme,. Pour ne pas dévaluer, le gouvernement décida de recourir à des prêts, consentis auprès de plusieurs banques américaines et de la BRI, pour un montant de 3 milliards de dollars, tout en imposant une forte taxe sur les importations,. Pour tenter de régler le problème de l'inflation, le gouvernement mit en œuvre une politique de déflation, Callaghan présentant à la Chambre des communes en avril 1965 un premier budget allant dans ce sens,. Cependant, la livre étant une monnaie de réserve, le Royaume-Uni avait émit de nombreux bons du trésor depuis une dizaine d'années, notamment auprès des États-Unis.
Dans un premier temps, le gouvernement imposa une limitation à 3,5 % maximum d'augmentation des salaires. Dans le même temps, un Bureau des prix et des revenus était créé, et confié à un parlementaire conservateur, Aubrey Jones,. Une « déclaration solennelle d'intention sur la productivité, les prix et les revenus » avait été adoptée peu de temps auparavant, le 16 décembre 1964, par le gouvernement, le patronat et le Trades Union Congress. Cependant, la situation du gouvernement restait assez inconfortable du fait de l'étroitesse de sa majorité, malgré le soutien tactique du Parti libéral.
Le 13 septembre 1965, James Callaghan présenta un plan économique national sur six années pour favoriser la croissance économique du Royaume-Uni, sur une base de 4 % de croissance annuelle, en encourageant la hausse de la productivité (3,4 %), des investissements (5,5 %) et des exportations (5,25 %), le tout piloté par George Brown, le secrétaire d'État aux affaires économiques,,. Cependant, l'application du plan Brown fut mise en sommeil dès l'été 1966,. Dans le même temps, des plans de planification locaux furent mis en place. En 1965, le secteur tertiaire représentait déjà 55 % du produit national brut. Alors que l'économie britannique avait connu une courte embellie, le pays connut une nouvelle crise économique dès l'été 1966,,,. Le 20 juillet, James Callaghan présenta un plan de rigueur, mêlant hausse des taux de crédits et gel des salaires en plus d'une hausse drastique des prélèvements obligatoires, le tout assorti de la négociation d'un prêt de 1 milliard de dollars. Le plan, qui fut assoupli quelques mois plus tard, se révéla néanmoins insuffisant pour résorber les effets de la crise, et suscita l'hostilité de l'aile gauche du parti,,. 
À l'automne 1967, une nouvelle crise économique survint, obligeant le gouvernement à procéder à une dévaluation de la livre sterling de 14,3 % le 18 novembre 1967, ramenant sa parité de 2,8 à 2,4 dollars,,,,,,,. Un nouveau plan de rigueur fut annoncé, portant le taux d'escompte à 8 % et réduisant l'offre de crédit, tandis que les prélèvements obligatoires étaient à nouveau alourdis. Un nouveau prêt fut contracté auprès du Fonds monétaire international, de l'ordre de 1,4 milliard de dollars. L'annonce de la dévaluation de la livre sterling ne fut sans doute pas sans conséquence dans le second veto du général de Gaulle concernant l'adhésion du Royaume-Uni à la Communauté économique européenne. La même année, les importations furent très importantes, étant supérieures de près de 70 % par rapport à 1918 (le niveau d'importations de 1918 avait déjà été rattrapé en 1951). La zone sterling ne représentait quant à elle que 35 % des exportations.
En 1970, les prélèvements obligatoires représentaient 50 % du produit national brut. Le taux d'inflation dépassait quant à lui les 6 %, alors qu'il ne représentait que 3,2 % en 1964. Les profits de la City représentaient quant à eux 600 millions de livre sterlings, contre 500 en 1964. Les grandes banques nationales, notamment Barclays et Lloyds, étaient bien présentes sur les marchés internationaux.

##### Industrie
Depuis 1895, l'industrie britannique connaît de lancinants problèmes structurels, que les nationalisations n'ont pas pu résoudre. Pour tenter de résoudre le problème, le gouvernement présenta en septembre 1965 un plan quinquennal de développement industriel. Cependant, le plan fut abandonné en 1967, le gouvernement préférant développer des plans locaux.
Le 21 octobre 1966, le village d'Aberfan au Pays de Galles est victime d'une castastrophe causée par une coulée de résidu minier qui s'était détachée d'un terril situé sur les hauteurs du village. Dans les jours précédents, une quantité d'eau importante s'était accumulée, ce qui provoqua la catastrophe. Une enquête indépendante démontra que le National Coal Board (en), créé en 1946 lors de la nationalisation des mines de charbon, avait insuffisamment entretenu le site et réalisé des investissements insuffisants. La catastrophe a fait 144 victimes, dont 116 enfants qui se trouvaient à l'école ce jour-là.
Le 28 juillet 1967, l'industrie des chemins de fer fut nationalisée à nouveau, tout comme la sidérurgie. En 1966, le Parlement avait autorisé le gouvernement à prendre des participations dans des entreprises industrielles.
Le Royaume-Uni fut la cinquième puissance industrielle dans les années 1960, derrière les États-Unis, l'Union soviétique, l'Allemagne de l'Ouest et le Japon.

##### Emploi

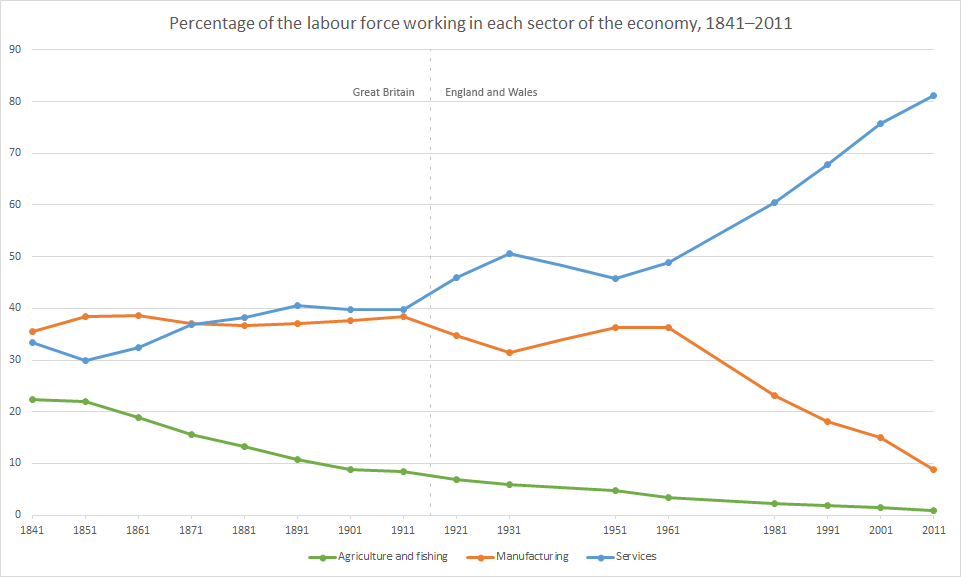
Répartition du marché du travail du Royaume-Uni par secteurs d'activité, de 1841 à 2011.

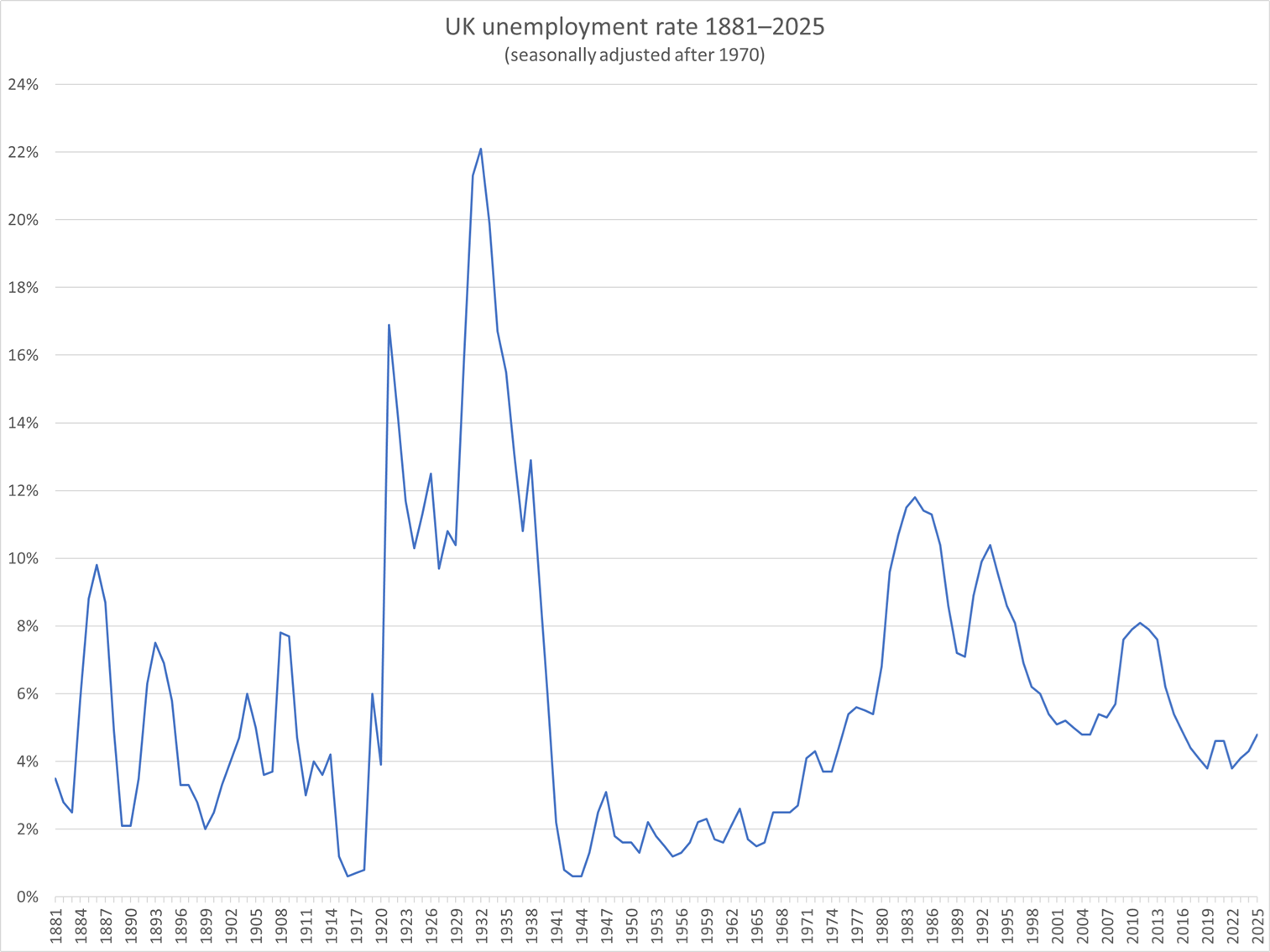
Taux de chômage du Royaume-Uni depuis 1881.

En 1964, le nombre de salariés membres d'un syndicat représentait 42 % de la population active.
En 1966, les dockers se sont mis en grève pour protester contre la politique sociale du gouvernement, tout comme les ouvriers de l'industrie automobile en 1969. La grève de 1966 dura près d'un mois et demi, au point que certains parlementaires travaillistes donnèrent aux marins une partie de leur salaire en guise de solidarité. Pourtant, la même année, la durée hebdomadaire du travail était de 40 heures. Entre 1964 et 1969, 2,5 millions de journées de travail ont été perdues du fait des grèves. Cela fit émerger progressivement, à partir de 1968, l'idée d'un « pouvoir syndical » agressif, voire dangereux pour l'économie britannique,. La secrétaire d'État à l'Emploi Barbara Castle tenta de réduire l'influence des syndicats en proposant une réforme révolutionnaire, appelée In Place of Strife (en). Cependant, James Callaghan s'opposa à la réforme, tout comme une partie du cabinet. L'échec de ce projet fut en partie considéré comme ayant causé la défaite aux élections générales de 1970.
En juin 1970, le Royaume-Uni comptait 550 000 chômeurs, contre 320 000 en octobre 1964, avec un nombre record en janvier 1968 de 631 000 chômeurs. En 1969, les crédits accordés aux régions les plus pauvres du Royaume-Uni représentaient 301 millions de livre sterling, soit 10 fois plus qu'en 1964.

##### Agriculture
En 1969, les subventions aux agriculteurs britanniques étaient estimées à 400 millions de livre sterling. En 1970, près de 80 % des fermes étaient électrifiées et 85 % d'entre elles bénéficiaient de l'adduction d'eau par canalisation. La production agricole représentait alors le double de celle de 1939 et couvrait entre 50 et 60 % des besoins alimentaires du Royaume-Uni, contre 23 % en 1939.

##### Énergie
En 1966, le pétrole représentait les deux tiers de l'approvisionnement énergétique du Royaume-Uni. La découverte de gisements pétroliers au large des côtes anglaises et écossaises, et la bonne santé de l'industrie pétrolière britannique, notamment avec British Petroleum, Esso ou la Royal Dutch-Shell, ont favorisé la chute des importations venues du Moyen-Orient, notamment d'Irak et d'Iran. De son côté, le gaz naturel ne représentait que 0,3 % de la consommation énergétique du pays, contre 8 % d'énergie produite par des centrales nucléaires.

##### Éducation
En 1966, le gouvernement fonda l'université de Warwick. La même année, l'université de Bradford nouvellement créée fit de lui son chancelier, position qu'il conserva jusqu'en 1985. 
Le nombre d'étudiants passa de 217 000 en 1963 à 376 000 en 1968.

##### Logement
Durant la période, de vastes programmes de rénovation et de constructions sont entrepris, notamment pour favoriser de meilleurs conditions de logement pour les plus précaires. Pourtant, l'Angleterre et le Pays de Galles comptaient encore 771 000 logements insalubres en 1965. La libéralisation des prix fut parfois un frein à l'accession à la propriété, d'autant que certains constructeurs refusaient de construire des logements suffisamment grands pour éviter les surcoûts.

##### Réformes sociales
En 1965, la peine de mort est temporairement abolie, avant de l'être définitivement en 1969 pour les crimes commis en temps de paix.
En juillet 1967, l'homosexualité est en partie dépénalisée par le Sexual Offences Act, qui légalise en Angleterre et au Pays de Galles les rapports « entre adultes discrets et consentants », à condition qu'ils soient âgés de plus de 21 ans (18 ans après 1969),,. Le Premier ministre et son secrétaire d'État à l'Intérieur James Callaghan s'opposent à la libéralisation des drogues.
En 1967, les dépenses de protection sociale représentent 7 milliards de livre sterling, soit 20 % du produit national brut. Dans une broche, Douglas Houghton mis en doute la supportabilité pour l'État du coût de ces dépenses. Pourtant, en 1968, une allocation supplémentaire fut créée pour les mères ayant plus d'un enfant (tout en supprimant des allocations pour les contribuables les plus aisés). L'année précédente, l'interruption volontaire de grossesse avait été légalisée. Entre 1963 et 1968, le produit national brut a augmenté de 25 %, mais certaines dépenses de l'État ont beaucoup augmenté durant cette période :
- 42 % pour les dépenses sur la politique du logement
- 26 % pour les dépenses sur l'éducation
- 29 % pour la sécurité sociale (Welfare State)

En 1969, Richard Crossman, membre du cabinet, déclara d'ailleurs que seule une hausse des prélèvements obligatoires permettrait à l'État de supporter ces dépenses importantes. D'ailleurs, entre 1964 et 1969, les dépenses de santé ont augmenté de près de 20 %. En 1968, la réforme sur la scolarité obligatoire jusqu'à 16 ans, qui avait été adoptée en 1964, fut repoussée pour des raisons financières. L'année suivante, la majorité civile est abaissée de 21 à 18 ans.
Constatant que les inégalités salariales entre hommes et femmes étaient proches de 50 % en 1966, le gouvernement mis en place une politique volontariste en faveur de l'égalité salariale. Une loi, l'Equal Pay Act (en), portée par Barbara Castle, fut adoptée en 1970.

##### Société
Sur sa proposition auprès d'Élisabeth II, les Beatles sont décorés de l'Ordre de l'Empire britannique en 1965.

##### Situation politique
En juillet 1965, le gouvernement est mis en minorité à trois reprises par le vote négatif de l'aile gauche du parti.
En septembre 1965, la mort subite d'Harry Hylton-Foster, le président de la Chambre des communes (Speaker), obligea Harold Wilson à beaucoup de souplesse pour favoriser son remplacement sans que cela ne complique la tâche de son gouvernement, notamment auprès du Parti libéral.
Le 28 février 1966, Harold Wilson annonça la dissolution de la Chambre des communes et la convocation d'élections générales pour le mois suivant.
Avec la seconde victoire consécutive du Parti travailliste le 31 mars 1966 lors des élections générales, le parti disposait à la Chambre des communes de la plus large majorité absolue jamais acquise depuis sa première accession au pouvoir en 1924 (où le parti était d'ailleurs minoritaire) avec 97 sièges,,,.
Le second gouvernement est marqué par de nombreuses restructurations, créations et suppressions de ministères, tandis que les pouvoirs du Premier ministre furent renforcés, notamment avec la création du poste de ministre de la Fonction publique. Cependant, Harold Wilson vit son influence s'amenuiser, notamment avec la démission de George Brown en 1968,,. Il voit également James Callaghan et Roy Jenkins s'opposer à lui à plusieurs reprises,. De même, ses rapports avec Denis Healey, qu'il connaissait depuis l'université, se dégradent fortement, notamment sur la question des exportations d'armes à l'Afrique du Sud où les deux s'opposent,,. Lors des conférences annuelles du Parti travailliste en 1966 et 1967, le comité exécutif national du parti vota deux résolutions contre la politique du gouvernement concernant le conflit vietnamien.
Harold Wilson bénéficie d'une forte popularité, notamment après la victoire de l'Angleterre lors de la coupe du monde de football en juillet 1966.
En juillet 1966, le Plaid Cymru remporte son premier siège à la Chambre des communes lors d'une élection partielle, tout comme le Parti national écossais (Scottish National Party) en novembre 1967. Cette victoire symbolique mis en évidence la volonté des quatre « composantes » du royaume d'obtenir davantage d'autonomie, ou des droits de dévolution. Entre 1966 et 1970, le parti perd 16 sièges à l'occasion d'élections partielles.
En juillet 1969, lors de l'intronisation officielle du prince Charles comme prince de Galles, les nationalistes gallois manifestèrent violemment contre l'évènement,. Le nationalisme gallois avait repris de la vigueur depuis une inondation en 1965 consécutive à la construction d'un barrage pour alimenter en eau Liverpool. Cependant, le problème nord-irlandais arriva, beaucoup plus brutalement.
À partir de 1963, le nouveau Premier ministre d'Irlande du Nord Terence O'Neill, mit en oeuvre une politique sociale favorable à la minorité catholique, alors que l'Irlande du Nord était jusqu'alors largement contrôlée par la majorité protestante (le suffrage censitaire existait toujours à l'époque),. Or, cette politique provoqua un raidissement des positions des protestants, regroupés autour de Ian Paisley. Cependant, la minorité catholique commença à apporter plus directement son soutien à l'IRA, qui menait une « campagne des frontières » depuis 1956. Les affrontements devinrent de plus en plus violents, jusqu'aux émeutes de Londonderry le 5 octobre 1968. À partir de là, catholiques et protestants radicalisèrent encore davantage leurs positions, les protestants allant jusqu'à constituer des groupes d'autodéfense. L'IRA s'ouvrit au marxisme, ce qui radicalisa encore davantage ses actions. Le 20 août 1969, Harold Wilson fut contraint d'envoyer les premiers contingents en Ulster,,.
Le 18 mai 1970, Harold Wilson annonce la dissolution de la Chambre des communes pour le 29 mai suivant, et des élections générales pour le 18 juin.
Durant la période, les effectifs du Parti travailliste diminuent, pour atteindre 680 000 adhérents en 1970.

#### Politique extérieure

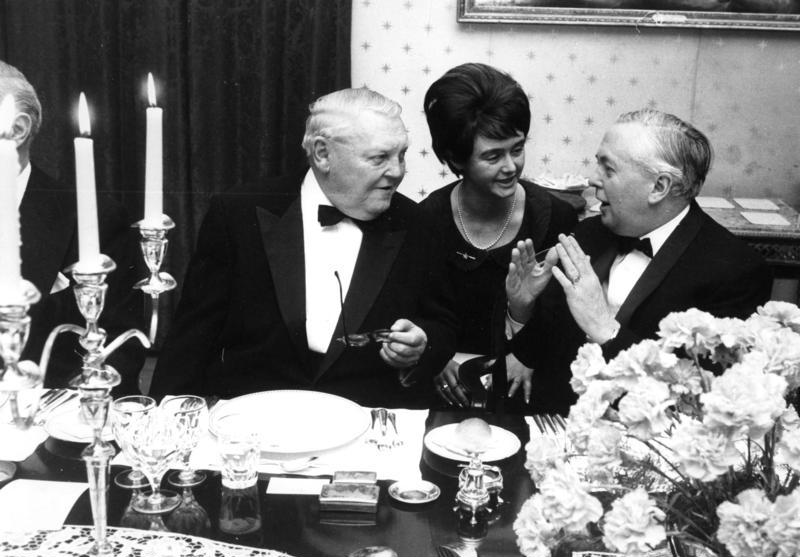
Harold Wilson et le chancelier ouest-allemand Ludwig Erhard lors d'un dîner d'État, en mars 1965.

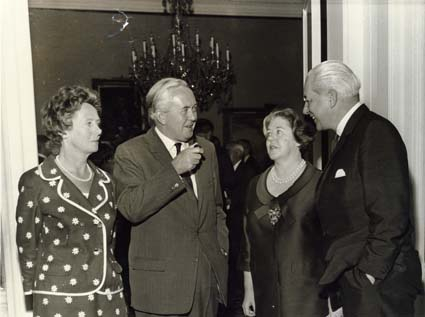
Harold Wilson et son épouse Mary, en compagnie d'Harold Holt et son épouse, en 1967.

Il reçut le soutien d'Alec Douglas-Home et d'Edward Heath sur sa politique concernant la Rhodésie, qui avait unilatéralement déclaré son indépendance,,. Cependant, la Chambre des lords s'opposa aux mesures de sanction économique prises contre la Rhodésie. En revanche, l'aile gauche du Parti travailliste s'opposa aux positions du gouvernement, que ce soit sur la Rhodésie ou la Guerre du Viêt Nam. Celle-ci développait des positions assez radicales, alors que la Guerre froide avait atteint son premier paroxysme avec la crise de Berlin et la crise des missiles de Cuba, tandis que la Guerre du Vietnam n'était qu'une conséquence indirecte de la Guerre d'Indochine et de la mauvaise application des accords de Genève signés en juillet 1954, dont le Royaume-Uni avait été l'un des négociateurs. Elle proposait notamment un désarmement nucléaire unilatéral du Royaume-Uni (le pays a réalisé son premier essai de bombe nucléaire en 1952), un rapprochement avec les pays du bloc soviétique, le retrait des troupes stationnées à l'est du canal de Suez ainsi que le rappel des troupes stationnées en Allemagne de l'Ouest, et une réduction drastique de la part du budget consacrée à la défense,,. De son côté, Harold Wilson voulait déléguer la force de frappe nucléaire du Royaume-Uni à l'OTAN. D'ailleurs, la politique de défense représentait en moyenne 6,4 % du produit intérieur brut du Royaume-Uni dans les années 1960. 
Le ministère des Affaires étrangères consacre une partie de son activité à lutter contre le socialisme en Amérique latine, n'hésitant pas à interférer dans les processus électoraux de certains pays. Dans le cas du Chili, les services diplomatiques britanniques collaborent avec la CIA et participent à des campagnes de propagande visant à discréditer Salvador Allende lors des élections présidentielles chiliennes de 1964 et 1970.

##### Échec de l'adhésion à la Communauté européenne
Le 27 novembre 1967, le général de Gaulle annonce, lors d'une conférence de presse, son veto à l'adhésion du Royaume-Uni à la Communauté économique européenne. Pourtant, quelques mois auparavant, il avait émis l'idée qu'il pourrait accepter une entrée du Royaume-Uni au sein de la CEE,. Ce second échec, après 1963, fut un nouvel affront pour le Royaume-Uni, en proie à des difficultés économiques,,. Pourtant, Harold Wilson avait réussi à convaincre la majorité du Parti travailliste, plutôt eurosceptique à l'époque, d'entamer une nouvelle démarche d'adhésion,,. Même l'opinion publique britannique, plutôt réticente en 1963 (43 % en faveur de l'adhésion selon les sondages), y était désormais favorable,,. En 1965, 57 % des britanniques étaient favorables à l'adhésion du Royaume-Uni à la CEE. 
Harold Wilson annonça ses intentions lors du discours du trône le 21 avril 1966, annonçant notamment sa volonté d'utiliser l'article 238 du traité de Rome,. Entre octobre 1966 et mars 1967, Harold Wilson et George Brown, le nouveau secrétaire d'État des Affaires étrangères et du Commonwealth, effectuèrent une tournée diplomatique dans les pays membres de la CEE,. Le 2 mai 1967, Harold Wilson annonça la candidature officielle du Royaume-Uni à l'adhésion. Cependant, à peine deux semaines plus tard, la France exprimait déjà des doutes sur la sincérité de la démarche britannique, craignant notamment la « relation spéciale » avec les États-Unis,,. Il faut dire que l'annonce d'Harold Wilson fut maladroite, notamment en précisant que la CEE serait « la seule réponse pratique aux problèmes lanciants de l'économie britannique »,. L'autre raison était la faiblesse du poids de l'Association européenne de libre-échange face au marché commun. Après l'annonce du veto français, Harold Wilson répondit au général de Gaulle de la façon suivante : 
«  Ce n'est pas l'Angleterre, mais la France gaulliste qui constitue une monumentale exception au sentiment général européen.  »
En février 1969, Harold Wilson parvint à faire empêcher l'adoption d'un nouveau plan français de directoire européen, qui visait à faire de la Communauté européenne un contrepoids aux États-Unis au sein du bloc occidental.

##### Relations avec les États-Unis

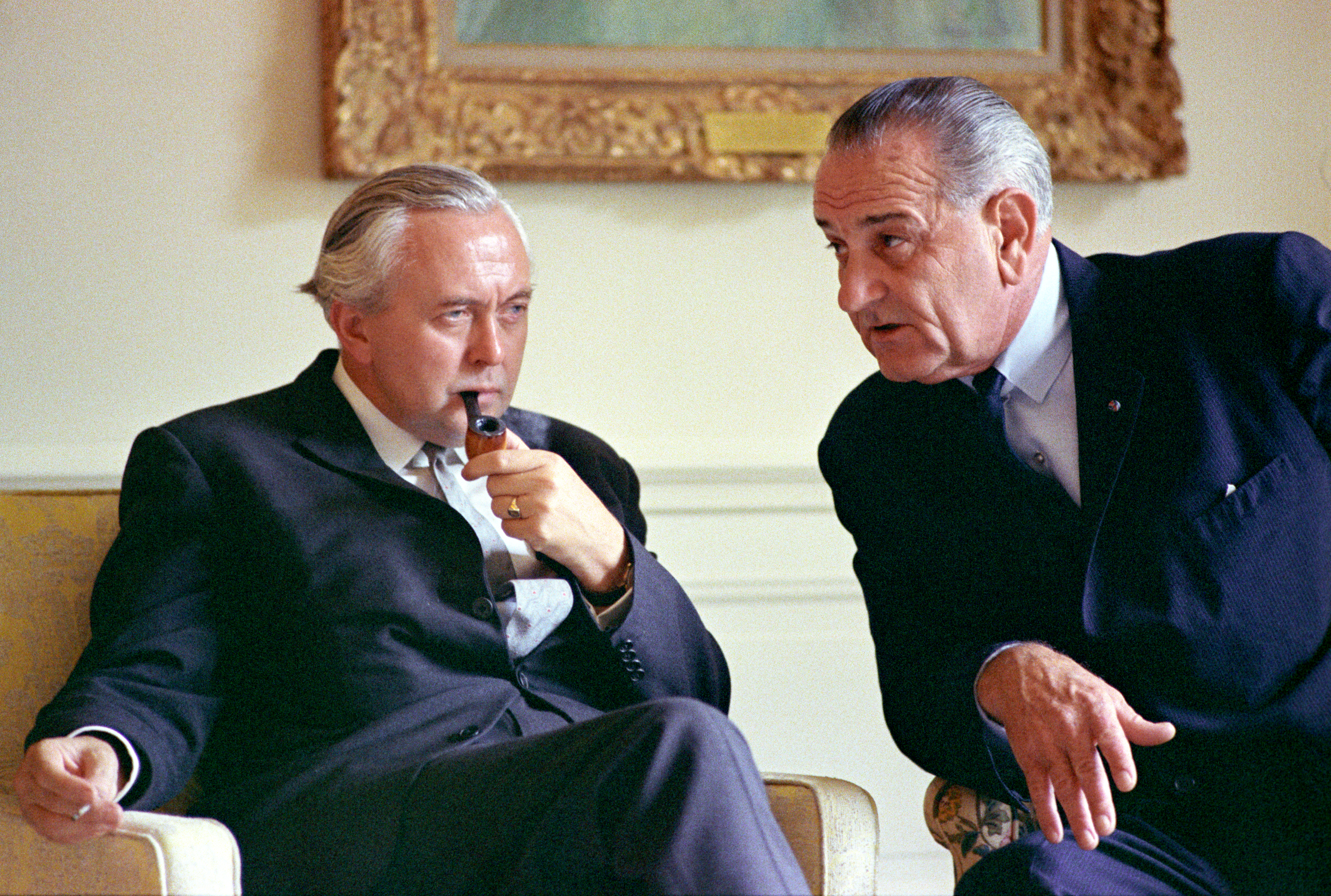
Harold Wilson et Lyndon B. Johnson à la Maison-Blanche, le 29 juillet 1966.

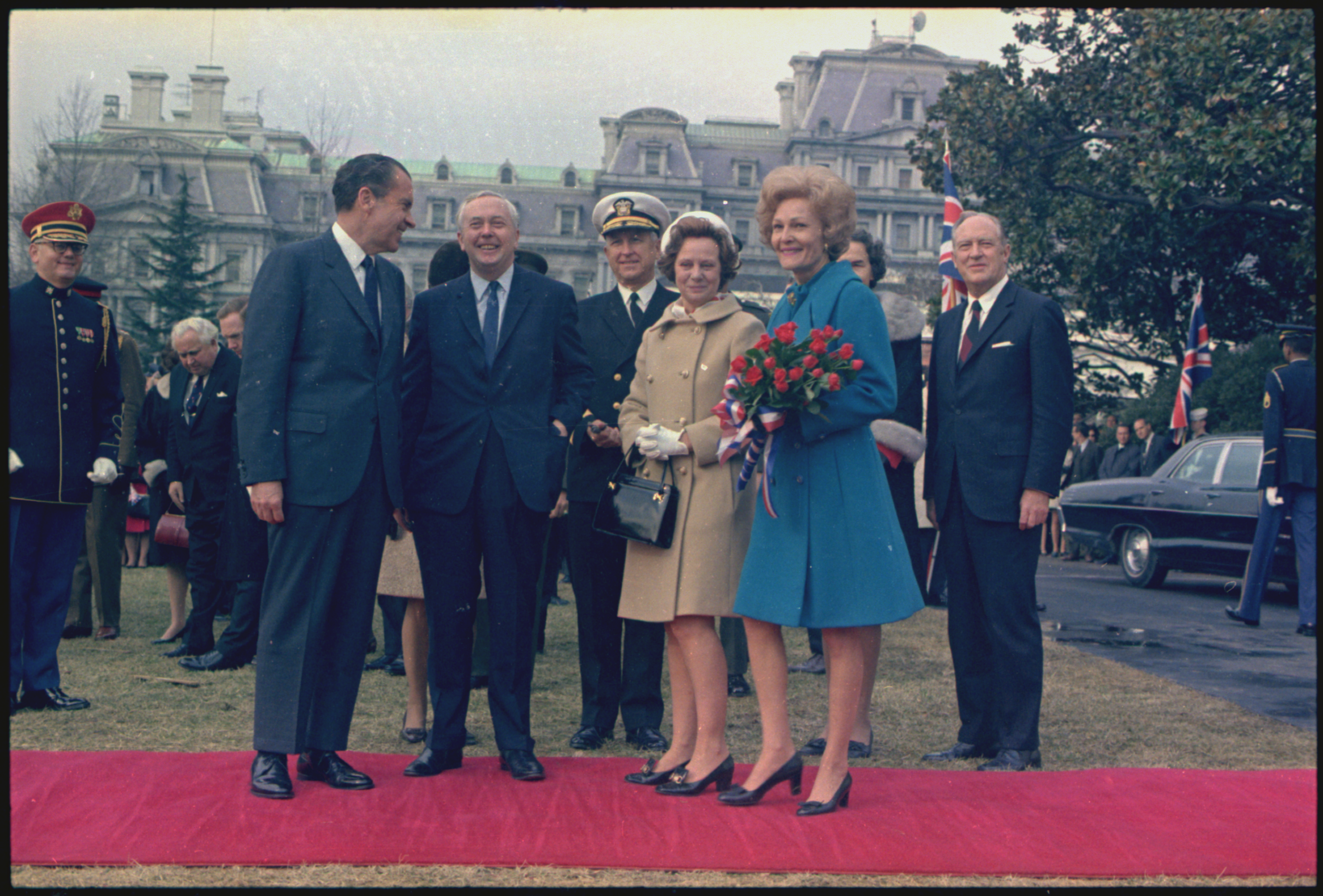
Harold Wilson et son épouse Mary, en compagnie de Pat et Richard Nixon à Washington, le 27 janvier 1970.

Dès son arrivée au pouvoir, il cherche à mettre en place ce que les historiens appellent une « relation spéciale » avec les États-Unis,.

###### Guerre du Vietnam
Lorsque les bombardements américains reprennent en 1965, le gouvernement approuve sans réserve la décision, au contraire de l'aile gauche du parti, qui manifesta son mécontentement de façon ostensible à la Chambre des communes,. En effet, en échange du soutien du Royaume-Uni, les États-Unis s'étaient engagés à soutenir la livre en cas de spéculation monétaire excessive. Mais Wilson ne voulait pas spécialisement s'engager dans la guerre, la considérant comme difficilement gagnable et craignant l'hostilité de l'aile gauche du parti. D'ailleurs, le manifeste électoral du parti lors des élections générales de 1964 disait vouloir « mettre fin au colonialisme ». Cependant, les problèmes économiques persistant, Wilson fut contraint de retirer les troupes stationnées à l'est du canal de Suez, renonçant par la même occasion à envoyer des troupes au Sud Viêt Nam. Or, le président Johnson estimait que seul l'envoi de troupes britanniques pourrait légitimer les actions américaines,. La décision de ne pas envoyer des troupes fut pourtant annoncée dès le mois de juillet 1966.
Le 29 juin 1968, après la reprise des bombardements sur le Nord Viêt Nam dans le cadre de l'offensive du Têt, Michael Foot déposa une motion à la Chambre des communes invitant le gouvernement à cesser de soutenir les États-Unis dans le conflit. Au cours de l'année 1968, plusieurs manifestations d'opposition à la guerre du Viêt Nam furent organisées à Londres, donnant lieu aux plus importants rassemblements depuis 1936.
Entre 1968 et 1971, le Royaume-Uni fournit une aide économique au Sud Viêt Nam pour un montant de 2,4 millions de dollars.

##### Retrait du Moyen-Orient
En janvier 1968, Harold Wilson annonce le retrait des troupes stationnées à l'est du Canal de Suez,,. Cette décision était attendue de longue date par l'aile gauche du parti

### Retour dans l'opposition (1970-1974)
Les élections générales de juin 1970, qu'Harold Wilson avait convoqué pour tenter de reprendre en main la situation politique, se révèlent une « défaite surprise »,. Malgré le programme électoral et le slogan « Maintenant que la Grande-Bretagne est forte, rendons-la formidable à vivre », le Parti travailliste fut défait en partie par une participation moins importante qu'espéré, malgré l'abaissement de la majorité civile l'année précédente, mais également par un comportement d'abstention d'une partie de son électorat. La plupart des sondages avait toujours donné les travaillistes vainqueurs, ce constituait une autre raison à cet échec surprise. Par ailleurs, ce fut la dernière fois, jusqu'aux élections générales de 1997, que le Parti travailliste obtint plus de 40 % des suffrages exprimés. Signe d'un certain déclin, le parti obtient malgré tout son plus faible résultat depuis les élections générales de 1935. Dénonçant le « style médiocre » d'Harold Wilson, Edward Heath parvint à redresser son image auprès de l'opinion britannique, tout en développant un programme électoral beaucoup plus détaillé qu'en 1966. Le fait que le quart de finale de coupe du monde de football de l'Angleterre contre l'Allemagne de l'Ouest ait lieu quelques jours avant les élections a également pu favoriser l'abstention, notamment en fin de journée. Il est président de la Royal Statistical Society entre 1972 et 1973. Un certain nombre de figures importantes, dont George Brown qui était encore le chef adjoint du parti, perdent leur siège.
Durant le mandat d'Edward Heath, le Royaume-Uni connaît une nouvelle crise. L'Union nationale des mineurs déclenche deux grèves générales, en 1972 et 1974. Sur le plan intérieur, le conflit nord-irlandais s'aggrave et le Bloody Sunday intervient le 30 janvier 1972. Le Royaume-Uni est frappé de plein fouet par le Premier choc pétrolier, consécutif à la Guerre du Kippour. Le 7 février 1974, Edward Heath annonce la dissolution de la Chambre des communes, avec des élections générales anticipées fixées le 28 février suivant. Wilson parvient quant à lui à préserver l'unité du parti en empêchant le vote d'une motion rejetant l'adhésion du Royaume-Uni à la Communauté économique européenne,,. 69 députés ont d'ailleurs voté en faveur de l'European Communities Act,,.

### Deuxième mandat de Premier ministre (1974-1976)
Les élections générales de février aboutissent à un Parlement minoritaire, avec le Parti libéral en position d'arbitre,. Après six jours de négociations, Edward Heath démissionne après avoir refusé aux libéraux une réforme électorale en échange de leur soutien,. Harold Wilson revient le 4 mars 1974 au 10 Downing Street, formant un gouvernement minoritaire sans alliance tactique avec un autre parti,.
Subissant 17 votes négatifs entre mars et septembre, Harold Wilson choisit de dissoudre la Chambre des communes et de convoquer des élections générales anticipées, l'annonçant à la télévision le 18 septembre 1974.
Comme en octobre 1964, le Parti travailliste ne dispose que de 5 sièges seulement d'avance (319 sur 635 à la Chambre des communes). D'ailleurs, les élections générales d'octobre n'ont vu que 75 % des électeurs accorder leur suffrage aux deux principaux partis, contre 93,2 % en octobre 1959 ou encore 90 % quatre ans plus tôt,. Pour s'assurer une majorité, il doit s'appuyer sur les libéraux, les nationalistes écossais et gallois ainsi que les unionistes modérés nord-irlandais.

#### Politique intérieure

##### Économie

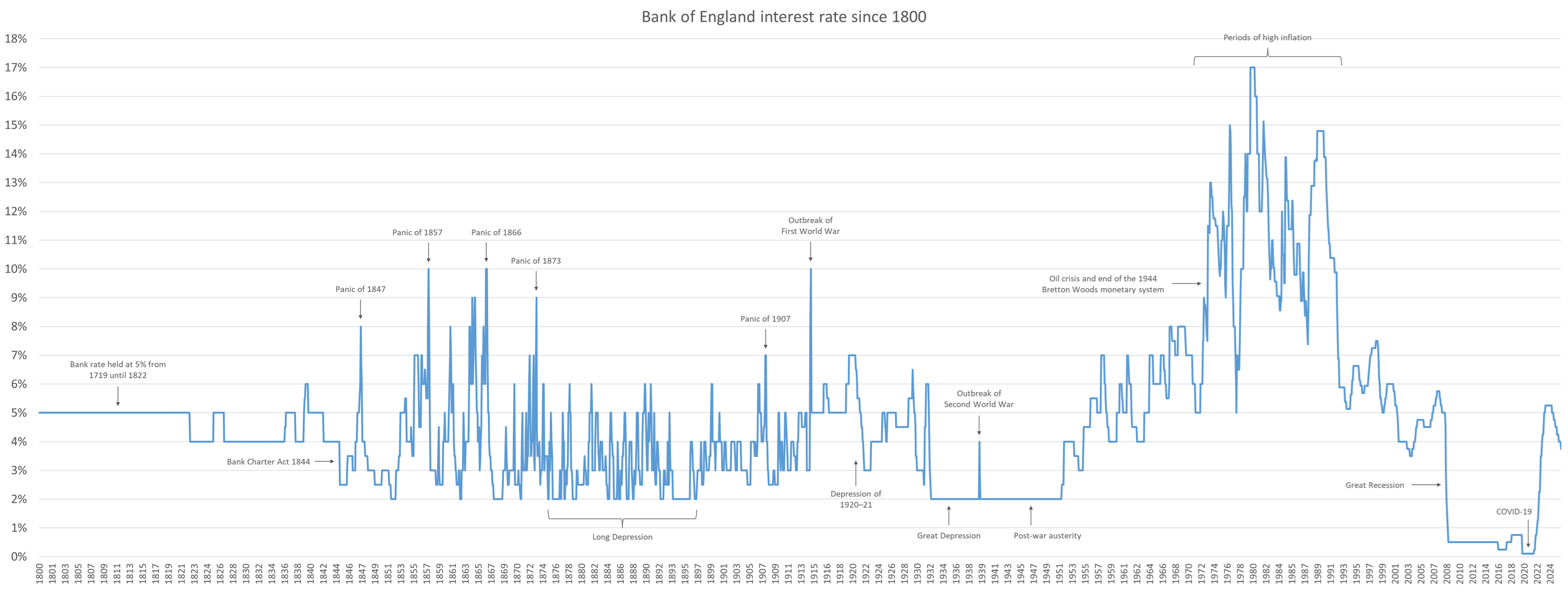
Taux d'intérêt du Royaume-Uni depuis 1800.

En 1976, le taux d'inflation dépasse les 15 %, le Royaume-Uni ayant même connu une pointe à 27 % en août 1975,. Le contrôle des prix fut aboli assez vite, et à force de coups de force des syndicats, les salaires n'ont plus suivi le niveau des prix, d'autant que l'adhésion du Royaume-Uni à la Communauté économique européenne avait obligé le gouvernement Heath à introduire la taxe sur la valeur ajoutée, entraînant une hausse de l'inflation.
En février 1974, le cours du pétrole avait quadruplé, la balance des paiements était de nouveau en déséquilibre (1,6 milliard en 1975), le crédit immobilier s'envolait tandis que certaines banques connaissaient de grosses difficultés. La situation du pays était telle à l'époque, que les historiens et économistes qualifient aujourd'hui le Royaume-Uni comme étant « l'homme malade de l'Europe » de la deuxième partie des Trente Glorieuses,. L'économie britannique rentre en récession dès le deuxième trimestre de 1974. Durant les années 1970, le taux de croissance moyen fut inférieur à 1 %, avec une part accrue des prélèvements obligatoires (59 % en 1979), une part des salaires très élevée (67 % en 1970, 73 % en 1979) et une hausse du chômage (3,8 % en 1979). La livre, placée sous le régime de changes flottants en 1972, avait perdu 20 % de sa valeur quatre ans plus tard par rapport au dollar, mais aussi par rapport au franc et au mark,. 
En tant que chancelier de l'Échiquier, Denis Healey parvient à convaincre les syndicats du danger de l'hyperinflation. Le premier budget présenté à la Chambre des communes en avril 1975 est d'ailleurs axé sur une politique de désinflation. Le taux maximal pour l'impôt direct, baissé de 90 % à 75 % par les conservateurs, fut remonté à 83 %. Le Royaume-Uni ne représentait plus que le 18e produit national brut en 1976.

##### Emploi
En août 1975, le Royaume-Uni dépasse pour la première fois le million de chômeurs. Deux mois plus tôt, les cheminots avaient pourtant obtenu une hausse de salaire de 29,8 %.
En 1975, 6 700 faillites d'entreprises sont constatées dans le pays.

#### Politique extérieure

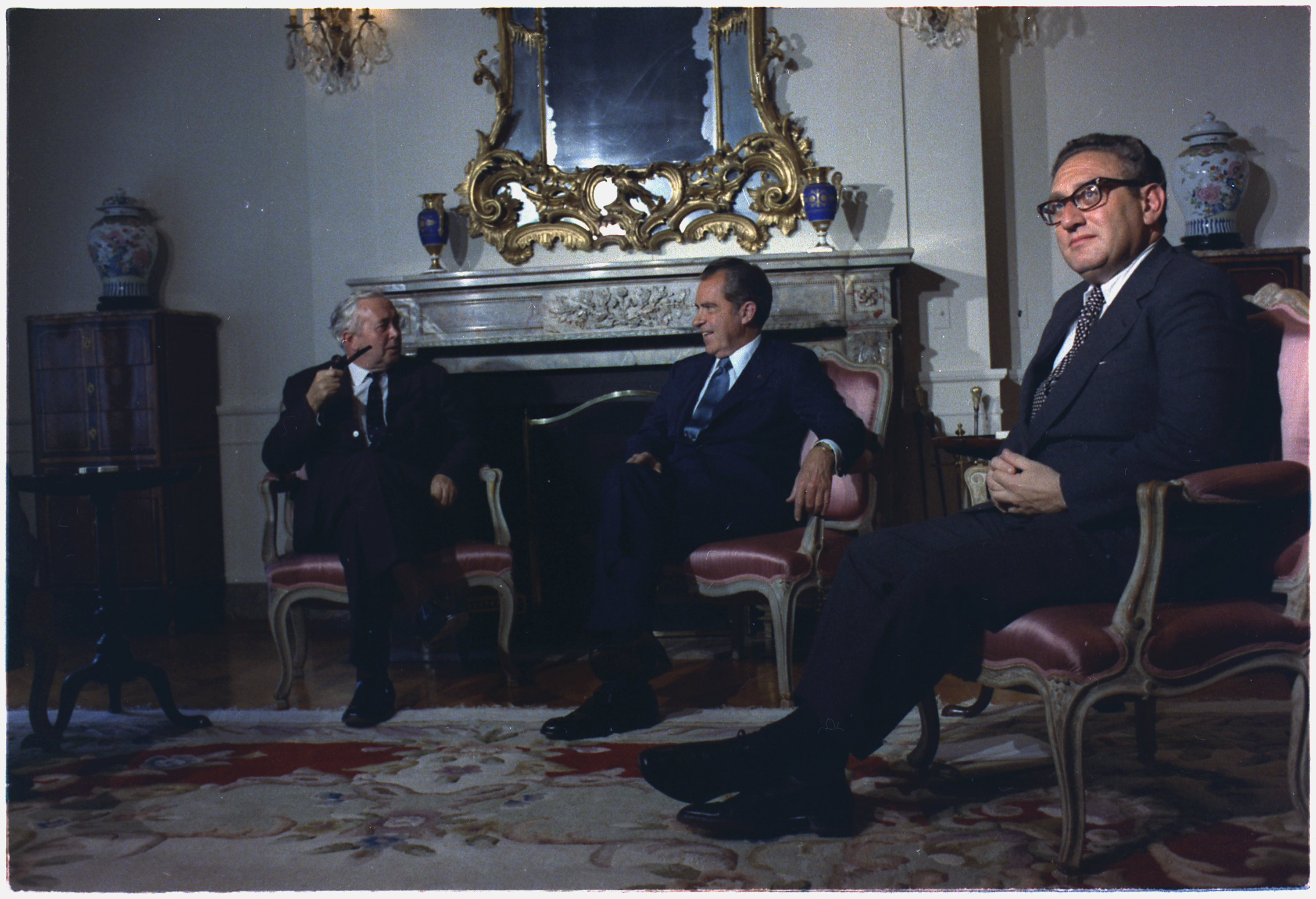
Harold Wilson, Richard Nixon et Henry Kissinger, le 26 juin 1974 à Bruxelles.

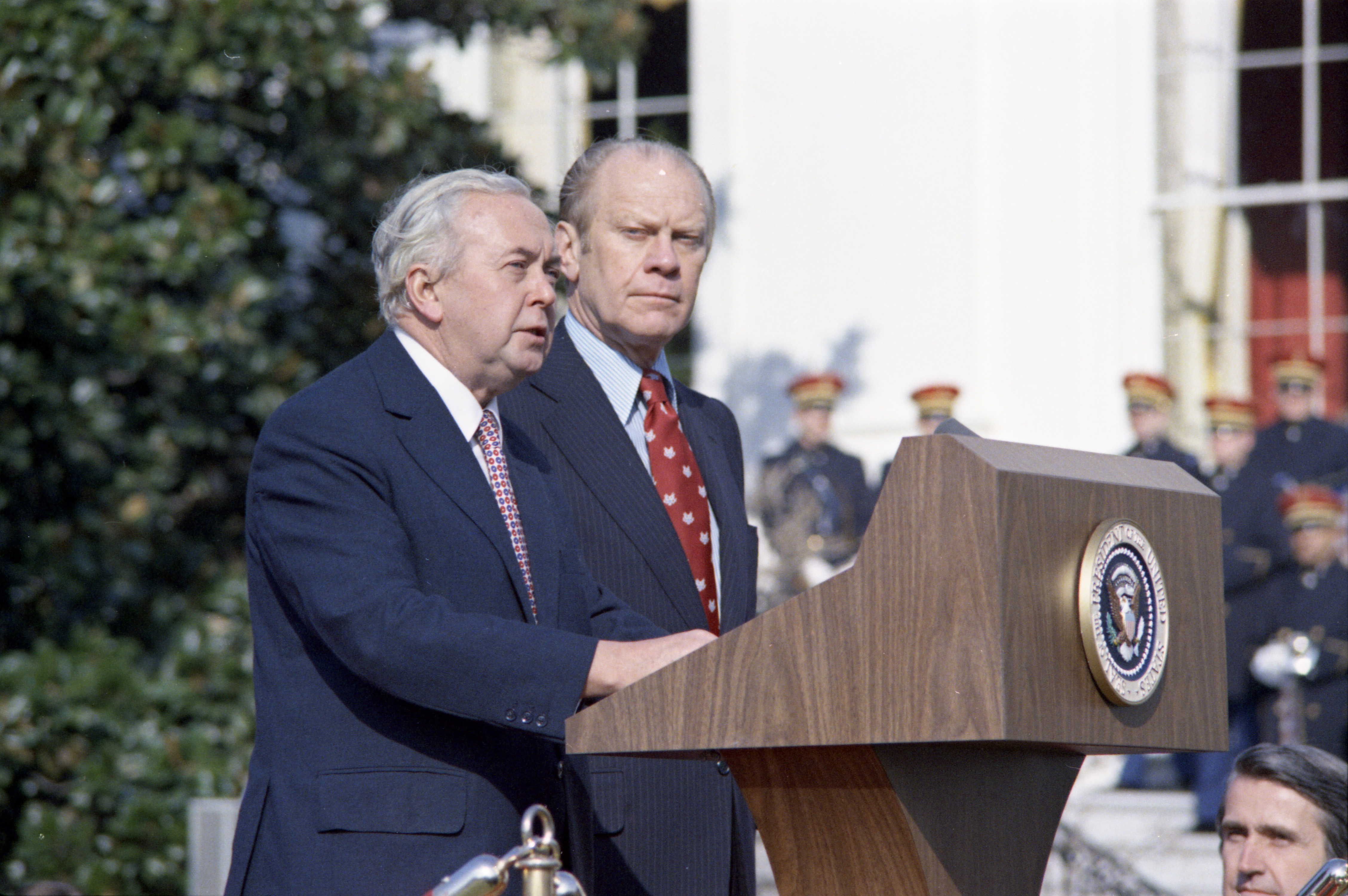
Harold Wilson et Gerald Ford à la Maison-Blanche, le 30 janvier 1975.

Tiraillé entre son sentiment mitigé sur la construction européenne et par l'aile eurosceptique du Parti travailliste, les deux campagnes électorales de 1974 des travaillistes sont marquées par la volonté du parti de renégocier le statut du Royaume-Uni au sein de la Communauté européenne,,,. Les syndicats sont également très hostiles à l'intégration au sein de la Communauté économique européenne, craignant une concurrence déloyale. Pendant la campagne de février, le chef du Parti Libéral Jeremy Thorpe s'était même prononcé en faveur d'une Europe fédérale. Le problème principal du Royaume-Uni restait de conserver des relations commerciales privilégiées avec le Commonwealth, notamment la Nouvelle-Zélande, pour les importations,,. L'autre problème concernait la politique agricole commune,. Le 9 avril 1975, la Chambre des communes vote en faveur du compromis de Dublin, malgré l'opposition d'un tiers du cabinet et de la moitié du gouvernement,,. En compensation, il obtient la création du Fonds européen de développement régional (FEDER), qu'il pensait utiliser pour aider l'industrie minière sinistrée,.
Le 5 juin suivant, les britanniques votent à 67,2 % pour le maintien dans la Communauté européenne,,,,. Cependant, des personnalités de premier plan du gouvernement, dont Tony Benn, Barbara Castle et Michael Foot, font campagne pour le « non »,,,.

### Départ surprise et retour à l'arrière-ban (1976-1983)
Le 16 mars 1976, Harold Wilson annonce lors d'une conférence de presse retransmise à la télévision sa démission imminente,,,, ce qui surprit la plupart des observateurs. Cependant, il en avait informé Élisabeth II lors d'une entrevue au palais de Buckingham en décembre 1975, et révéla lors de sa conférence de presse que sa décision avait été prise dès 1974. Il annonce son intention de continuer à siéger à la Chambre des communes après sa démission. Celle-ci devint effective, à la fois comme Premier ministre et comme chef du Parti travailliste, le 5 avril après l'élection de James Callaghan à la tête du parti. Après son départ de 10 Downing Street, il fut décoré de l'Ordre de la Jarretière.
Durant ses dernières années passées à la Chambre des communes comme parlementaire d'arrière-ban (backbencher), il effectue plusieurs apparitions télévisées, mais ne fut guère actif au Parlement. Ses principales activités furent quelques interventions sur des sujets particuliers, ainsi que la direction d'un rapport parlementaire sur le fonctionnement des institutions financières de la City,.

## Dernières années

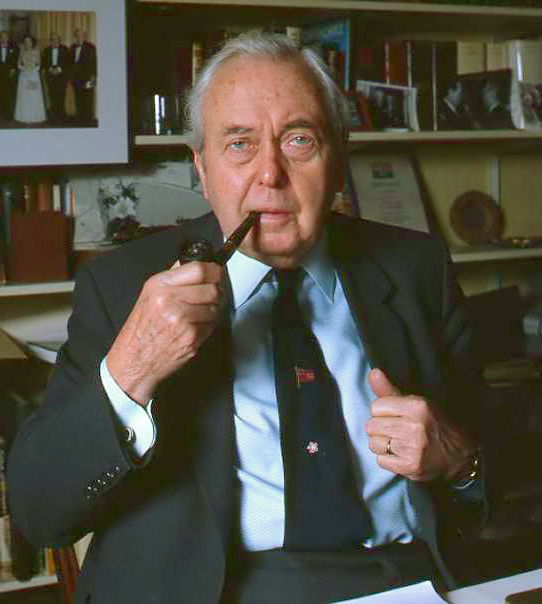
Harold Wilson, photographié par Allan Warren, en 1986.

Élevé à la pairie par Élisabeth II peu après son départ de la Chambre des communes, il est peu actif au sein de la Chambre des lords, intervenant seulement entre 1984 et 1986. Il prend le titre de Baron Wilson of Rievaulx, en référence à l'abbaye de Rievaulx située dans son Yorkshire natal. Sa dernière apparition date du 27 avril 1994. Il effectue une apparition télévisée en tant qu'acteur, jouant son propre rôle, dans un téléfilm appelé Inside Story, où il en est Premier ministre. Il est opéré à deux reprises pour tenter d'empêcher le cancer du côlon qui lui avait été diagnostiqué de progresser davantage.
Il meurt le 24 mai 1995, des suites de son cancer du côlon et de la maladie d'Alzheimer dont il souffrait depuis de nombreuses années. Il fut enterré deux semaines plus tard à St Mary's. À l'annonce de son décès, la Chambre des communes et la Chambre des lords suspendirent leurs travaux pour lui rendre hommage. 
Une cérémonie d'hommage fut organisée le 13 juillet 1995 à l'abbaye de Westminster en son honneur, en présence du prince Charles, des anciens Premiers ministres Edward Heath, James Callaghan et Margaret Thatcher, du Premier ministre John Major et du chef de l'opposition officielle Tony Blair.

## Anecdotes
Il aurait été le Premier ministre préféré d'Élisabeth II.
Il est le seul, avec William Ewart Gladstone, à avoir été président de la Royal Statistical Society et Premier ministre. Gladstone était d'ailleurs une référence pour lui, tout comme David Lloyd George, un autre Premier ministre issu du Parti libéral.
Il est, jusqu'au 6 février 2005, le Premier ministre issu du Parti travailliste ayant gouverné le plus longtemps. Le record est détenu depuis par Tony Blair.
Il fut le plus jeune membre d'un cabinet depuis que William Pitt le Jeune a été nommé chancelier de l'Échiquier en 1782,,,.
Il reste à ce jour le dernier Premier ministre britannique à avoir exercé deux mandats non consécutifs.

## Honneurs
- Officier de l'Ordre de l'Empire britannique
- Ordre de la Jarretière
- Doctorat honoris causa de plusieurs universités :
  - Université de Lancaster (1964)[127]
  - Université de Liverpool (1965)[128]
  - Université du Sussex (1966)[129]
  - Université de Nottingham (1966)[130]
  - Université de l'Essex (1967)[131]
  - Open University (1974)[132]
  - Université Bar-Ilan (1976)

## Résultats électoraux

### Chambre des communes
| Élection                  | Circonscription | Parti | Parti        | Voix   | %    | Résultats |
| ------------------------- | --------------- | ----- | ------------ | ------ | ---- | --------- |
| Générales de 1945         | Ormskirk        |       | Travailliste | 30 126 | 46,3 | Élu       |
| Générales de 1950         | Huyton          |       | Travailliste | 21 536 | 48,4 | Élu       |
| Générales de 1951         | Huyton          |       | Travailliste | 23 582 | 51,3 | Élu       |
| Générales de 1955         | Huyton          |       | Travailliste | 24 858 | 52,7 | Élu       |
| Générales de 1959         | Huyton          |       | Travailliste | 33 111 | 54,9 | Élu       |
| Générales de 1964         | Huyton          |       | Travailliste | 42 213 | 63,9 | Élu       |
| Générales de 1966         | Huyton          |       | Travailliste | 41 122 | 66,4 | Élu       |
| Générales de 1970         | Huyton          |       | Travailliste | 45 583 | 63,1 | Élu       |
| Générales de février 1974 | Huyton          |       | Travailliste | 31 767 | 56,7 | Élu       |
| Générales d'octobre 1974  | Huyton          |       | Travailliste | 31 750 | 60,8 | Élu       |
| Générales de 1979         | Huyton          |       | Travailliste | 27 449 | 51,9 | Élu       |

## Dans la culture populaire
Le rôle d'Harold Wilson a été interprêté à l'écran par :
- Robert Pugh dans le téléfilm Longford (2006)
- Stephen Moore (en) dans le film Good Morning England (2009)
- John Sessions dans le film We Want Sex Equality (2010)
- Jason Watkins dans la série The Crown (2018)